# Saimaa Volley
Saimaa Volley – fiński męski klub siatkarski z miasta Savonlinna. Założony został w 2009 roku. Obecnie występuje w najwyższej klasie rozgrywek klubowych w Finlandii.
Przed 2009 roku nosił nazwę Keski-Savon Paterin. W 1999 roku został mistrzem Finlandii, a w latach 1997 i 1999 zdobywał Puchar Finlandii.

## Rozgrywki krajowe
| Sezon     | Rozgrywki            | Miejsce     |
| --------- | -------------------- | ----------- |
| 2009/2010 | Lentopallon SM-liiga | 10. miejsce |

## Rozgrywki międzynarodowe
Klub Saimaa Volley nie grał dotychczas w rozgrywkach międzynarodowych. Przed 2009 rokiem Keski-Savon Paterin brał udział w sezonie 2001/2001 w Pucharze Top Teams.

## Kadra w sezonie 2009/2010
- Pierwszy trener:  Giovanni Torchio

| Nr | Imię i nazwisko  | Data ur. | Wzrost | Pozycja      |
| -- | ---------------- | -------- | ------ | ------------ |
| 5  | Antti Sairanen   | 1986     | 182    | libero       |
| 6  | Atte Kyrölä      | 1988     | 192    | przyjmujący  |
| 7  | Antti Väisänen   | 1985     | 190    | przyjmujący  |
| 8  | Humberto         | 1983     | 200    | atakujący    |
| 9  | Kirył Boriczew   | 1989     | 192    | przyjmujący  |
| 10 | Sami Muukkonen   | 1976     | 194    | środkowy     |
| 11 | Ville Juntura    | 1988     | 192    | rozgrywający |
| 13 | Mikko Sairanen   | 1983     | 183    | przyjmujący  |
| 15 | Markus Väisänen  | 1990     | 195    | środkowy     |
| 16 | Dmitrij Boriczew | 1988     | 196    | środkowy     |
| 17 | Eetu Pennanen    | 1992     | 193    | atakujący    |
| 19 | Guntis Atars     | 1972     | 204    | środkowy     |